# ATTS
ATTS (Active Torque Transfer System) は本田技研工業の前輪左右駆動力配分システム。5代目プレリュードに採用された。

## 概要
ATTSは、プラネタリギアのディファレンシャルギアと、左右の駆動力を調整する油圧クラッチを内蔵した「MCU：Moment Control Unit」とで構成され、加速旋回時に外側の前輪に積極的にトルクを伝えることにより、FF車の旋回性を向上させている。MCUは3組のプラネタリギアと2組の油圧クラッチとで構成され、旋回時に外側の前輪を増速することにより、積極的に駆動力を配分（最大15%）している。作動にはステアリング舵角、アクセル開度、車速および横Gにより車両の状態が判断され、加速旋回状態にあると判断されると前輪左右のトルク差によって旋回性能を高めている。
このシステムの原型は、1991年の東京モーターショーで発表された4WDセダンのコンセプトカー「FS-X」の後輪左右駆動力配分システムで、その後4代目レジェンドに搭載されたSH-AWDへと発展していった。開発者は全て芝端康二である。